# Villeny
Villeny is een gemeente in het Franse departement Loir-et-Cher (regio Centre-Val de Loire) en telt 337 inwoners (2004). De plaats maakt deel uit van het arrondissement Romorantin-Lanthenay.

## Geografie
De oppervlakte van Villeny bedraagt 32,4 km², de bevolkingsdichtheid is 10,4 inwoners per km².

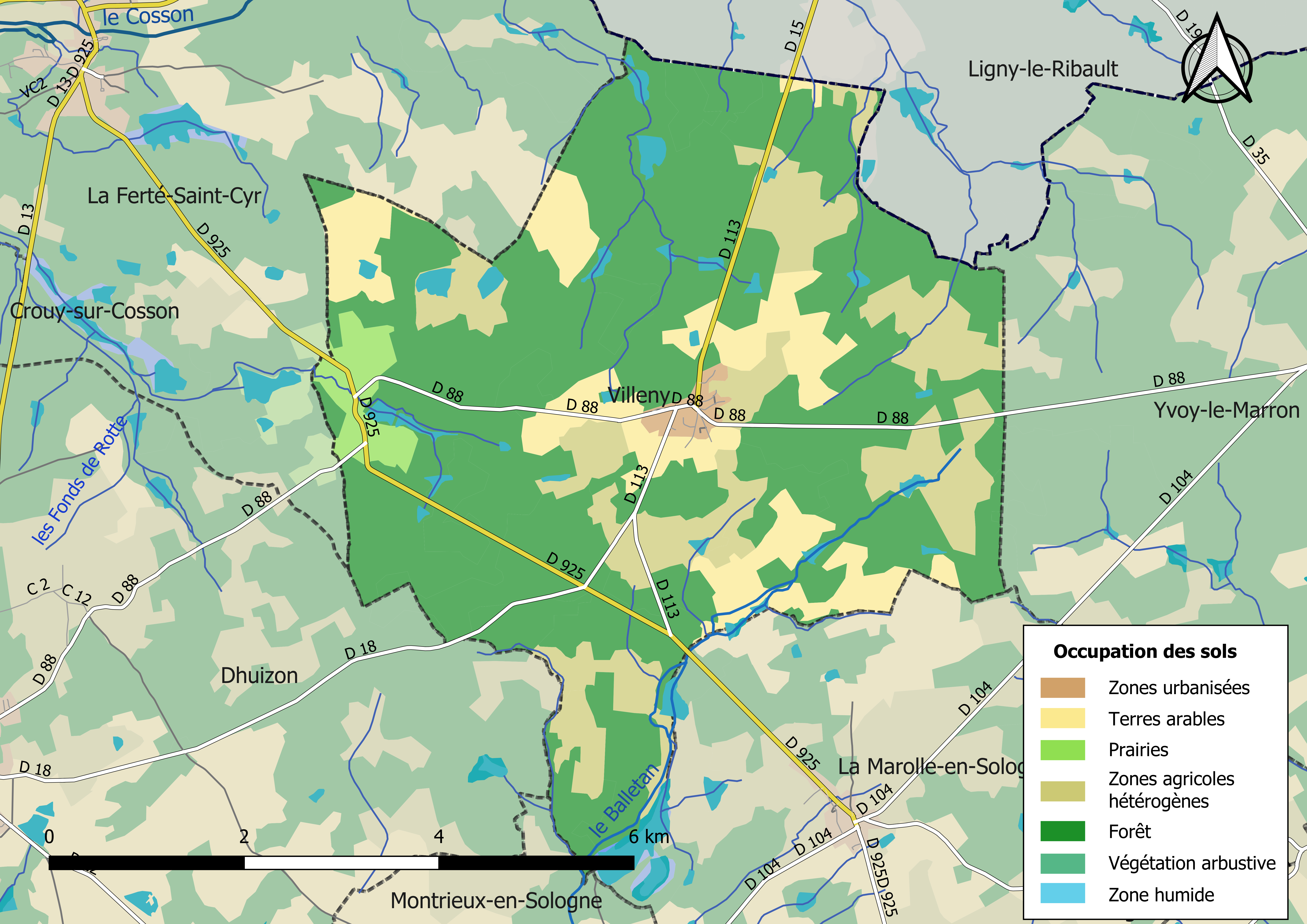
Kaart van de gemeente met de belangrijkste infrastructuur, bodemgebruik en omliggende gemeenten

## Demografie
Onderstaande figuur toont het verloop van het inwonertal (bron: INSEE-tellingen).